# کریستین رانالی
کریستین رانالی (انگلیسی: Cristian Ranalli؛ زادهٔ ۱۲ آوریل ۱۹۷۹) بازیکن فوتبال اهل ایتالیا است.
از باشگاه‌هایی که در آن بازی کرده‌است می‌توان به باشگاه فوتبال فوجا، باشگاه فوتبال ویرتوس لانچانو، باشگاه فوتبال آ.اس. رم، باشگاه فوتبال کالیاری، باشگاه فوتبال رجانا، باشگاه فوتبال چزنا، و باشگاه فوتبال اتلتیکو آرتزو اشاره کرد.